# Massacoe State Forest
Massacoe State Forest ist ein State Forest im US-Bundesstaat Connecticut auf dem Gebiet der Gemeinde Simsbury. Der Forst besteht aus zwei Parzellen: dem Great Pond Block, rund um den Great Pond, und dem Massacoe Block, der an den Stratton Brook State Park angrenzt.

## Name
Der Massacoe State Forest ist nach einem Clan der Wappinger benannt, der in diesem Gebiet lebte.

## Geographie
Die beiden Areale des Forsts liegen im dichtbesiedelten Vorstadtbereich von Simsbury. Great Pond umfasst selbst 36 acre (15 ha) und der umliegende Forst bedeckt 297 acres (120 ha). Die zweite Parzelle schließt sich unmittelbar an den Stratton Brook State Park an. Ursprünglich diente dieses Gebiet als Versuchsfläche um den Umgang mit häufigen Waldbränden an den Bahnstrecken zu erforschen. Im Westen schließt sich unmittelbar der Onion Mountain Park an.

## Geschichte
Die Geschichte des Forsts ist verbunden mit James L. Goodwin, der als Forstpionier schon früh die Notwendigkeit von natürlichen Naherholungsgebieten erkannte. Der James L. Goodwin State Forest in Ost-Connecticut ist nach ihm benannt. Er betrieb südlich des Great Pond eine Baumschule, die er nach seinem Tod dem Staat Connecticut vermachte und die den Kern des heutigen State Forest bildete.

## Freizeitmöglichkeiten
Im Forst kann man Wandern und Angeln, der große See zieht auch eine große Anzahl von Wasservögeln und Zugvögeln an. Die ehemalige Eisenbahntrasse ist heute ein beliebter Spazierweg.